# Frayssinet-le-Gélat
Frayssinet-le-Gélat är en kommun i departementet Lot i regionen Occitanien i södra Frankrike. Kommunen ligger i kantonen Cazals som tillhör arrondissementet Cahors. År 2022 hade Frayssinet-le-Gélat 375 invånare.

## Befolkningsutveckling
Antalet invånare i kommunen Frayssinet-le-Gélat
| Referens: INSEE |